# حيدرة الكواملة
حيدرة الكواملة (أبو حسن الأسد) بطل رفع أثقال عالمي بارالمبي أردني لذوي الإعاقة رابع عالميا و خامس بارالمبيا (البرازيل ريو 2016) أصيب بإعاقة حركية (شلل الأطفال). تابع دراسته بكلية التعليم الجامعي حيث حصل على شهادة في تخصص التربية الخاصة ويعمل كمعلم للأطفال ذوي الإعاقة منذ أكثر من 15 سنة.

## مسيرته
بدأ حبه لهذه الرياضة منذ الصغر، التحق بالمنتخب الأردني لرفع الأثقال للمعوقين لأقل من 18 سنة بعد المستوى التوجيهي، ولعب لفترة قصيرة وبعدها انقطع لمدة أربع سنوات ولكن منذ 2003 رجع لممارسة الرياضة دون انقطاع إلى يومنا هذا.
كانت بداية اللاعب حيدرة الكواملة الرياضية سنة 1999. ومن بين أهم إنجازاته:
- 2004: المركز العاشر في دورة الألعاب البارالمبية الصيفية 2004 في أثينا، اليونان.
- 2007: ميدالية برونزية في الدورة العربية في مصر.
- 2009: ميدالية فضية لأثقال المعوقين في البطولة الآسيوية وذلك لرفعه 195 كغم في وزن 100 كغم.[1]
- 2010: ميدالية فضية في بطولة فزاع الدولية برفع الأثقال التي أقيمت في دبي.[2]
- 2010: ميدالية ذهبية في بطولة الاستقلال الدولية برفع الأثقال في وزن 100 كلغم.[2]
- 2010: ميدالية فضية في بطولة أمم أسيا في ماليزيا.
- 2010: المركز الرابع في دورة الألعاب البارالمبية الآسيوية 2010 التي اختتمت في مدينة جوانزو بالصين حيث رفع 192.5 كغم من أصل 10 لاعبين.
- 2012: المركز السابع في دورة الألعاب البارالمبية الصيفية 2012 في لندن بعد أن حقق رقم التأهيل المطلوب والبالغ 212,5 كغم خلال مشاركته في بطولة ماليزيا وأصبح ترتيبه العاشر على القائمة الدولية.[3]
- 2014: ميدالية فضية في وزن 107 كغم في بطولة هنغاريا الدولية المفتوحة.[4]
- 2016: المركز الخامس في الألعاب البارالمبية الصيفية 2016 في ريو دي جانيرو البرازيلية، حيث رفع 204 كغم في وزن 107 كغم.

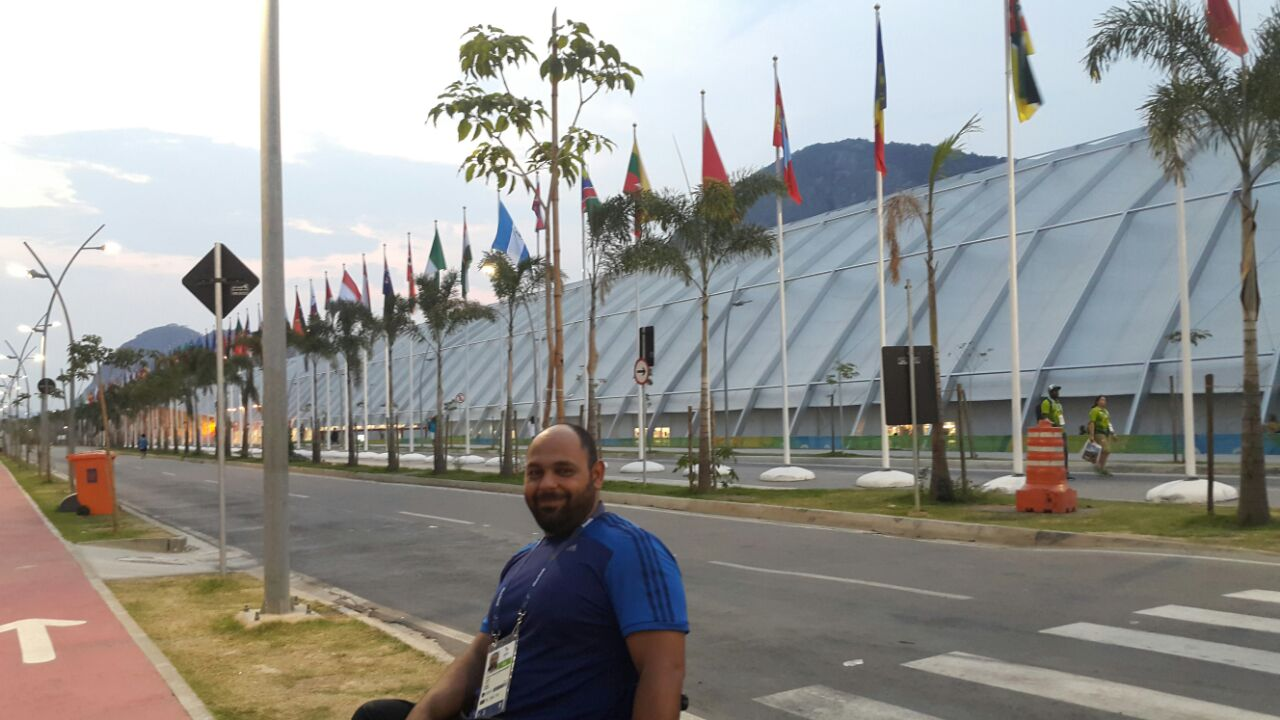
في القرية الأولمبية ريو 2016